# 仲資王
仲資王（なかすけおう）は、平安時代後期から鎌倉時代前期にかけての公卿。初名は顕順王。神祇伯・顕広王の次男。官位は正三位・兵部卿。

## 経歴
二条朝の永暦2年（1161年）従五位下に叙爵し、顕順から仲資に改名する。高倉朝の承安3年（1173年）六条天皇即位時に左褰帳の典侍を務めた信子女王の譲りにより17歳で従五位上に進むが、50歳ごろまで従五位下に留まっていた父・顕広王に比べて大幅に早い昇進であった。さらに、安元2年（1176年）には兄・顕綱王を差し置いて、顕広王から神祇伯の官職を譲られる。この急速な昇進の背景には、仲資王が父・顕広王から寵愛を受けていたことが想定される。
安元3年（1177年）顕広王が出家すると、翌治承2年（1178年）正月の叙位にて神祇伯・仲資王と正親正・顕綱王がそれぞれ王氏爵を推挙する事態が発生する。仲資王は神祇伯であることが王氏長者に値すること、顕綱王は位階が上席であることを、それぞれ主張した。しかし、諸王による王氏爵の推挙自体が顕広王によって始められた新例であったことから、典拠とすべき先例がなかったため対応が決定せず、王氏爵は行われなかった。翌治承3年（1179年）正月の叙位でも同じ争いが発生してまたもや王氏爵は行われなかった。しかし、同年9月の伊勢例幣において顕綱王が王氏長者と認められ、治承4年（1180年）正月の叙位では顕綱王が推挙した康信王（顕綱王の子）が王氏爵を受けている。
その後、寿永2年（1183年）末迄に顕綱王が従四位下を極位として卒去または出家したと見られる（宇多王氏の資遠王が正親正に任官）一方で、仲資王は養和元年（1181年）正五位下、寿永元年（1182年）従四位下次いで従四位上、元暦元年（1184年）正四位下と順調に昇進し、早くも顕綱王を越え父・顕広王と同じ位階に達した。これにより、仲資王は王氏長者の座に就いたと想定され、実際に元暦元年（1184年）後鳥羽天皇の即位に伴う叙位において、仲資王の推挙によると見られる資宗王（仲資王の次男）が王氏爵を受けている。
また、仲資王は王氏田と称される代々正親正が知行していた保田30町を強引に知行する。これに対して、正親正・資遠王はじめ諸王らによって王氏田が押領された旨の訴えが頭弁・藤原光雅に出されるが、裁決は下らなかった。これに伴って王氏の任務であった伊勢奉幣使に関する行事に影響が発生している。
- 元暦元年（1184年）伊勢例幣の使王・資遠王の抗議により奉幣使の出発が遅延[5]
- 文治元年（1185年）伊勢例幣の使王・致重王が訴訟を行う[6]
- 文治3年（1187年）臨時七社奉幣の派遣に際して、王氏の訴訟により伊勢奉幣使の参列が大幅遅延

建久元年（1190年）神祇官殿舎を修造した賞により従三位に叙せられて公卿に列す。建久9年（1198年）神祇伯を子息の業資王に譲り、顕広王-仲資王-業資王と三代続けて神祇伯を出してその世襲を確定的にした。元久2年（1205年）正三位に至り、承元元年（1207年）正月に兵部卿に任ぜられ八省卿となった。同年7月28日出家。最終官位は兵部卿正三位。また、同年には当時権勢を誇っていた藤原兼子に坊門堀川北戸主の地を贈っているが、本人または子息の叙位任官に関係する可能性もある。
承久4年（1222年）薨去。享年66。
日記に『仲資王記』がある。

## 官歴
『公卿補任』による。
- 永暦2年（1161年） 正月5日：従五位下（寛和御後）、顕順から仲資に改名
- 承安3年（1173年） 正月5日：従五位上（信子女王褰帳賞譲）
- 安元2年（1176年） 12月5日：神祇伯（父王譲）
- 治承3年（1179年） 正月19日：播磨権守（伯労）
- 養和元年（1181年） 11月28日：正五位下（伯労、重服也）
- 寿永元年（1182年） 4月9日：従四位下。11月27日：従四位上
- 元暦元年（1184年） 3月27日：正四位下（造神祇官八神殿賞）
- 建久元年（1190年） 10月26日：従三位（修造神祇官殿舎賞）
- 建久9年（1198年） 12月9日：辞神祇伯（以男業資申任）
- 正治2年（1199年） 正月22日：太皇太后宮権大夫（太皇太后・藤原多子）
- 建仁元年（1200年） 12月：止大夫
- 元久2年（1205年） 正月5日：正三位
- 承元元年（1207年） 正月13日：兵部卿。7月28日：出家（兵部卿正三位）
- 承久4年（1222年） 日付不詳：薨去

## 系譜
『尊卑分脈』による。
- 父：顕広王
- 母：藤原能忠の娘
- 妻：建春門院伯耆 - 卜部基仲の娘
  - 男子：業資王（1184-1224）
  - 男子：資宗王（1191-?）
- 生母不詳の子女
  - 男子：資家王
  - 男子：猷尊
  - 男子：覚印
  - 男子：仲舜
  - 男子：俊尊
  - 女子：広子女王
  - 女子：業子女王
  - 女子：寧子女王